# Acraspedon bernieri
Acraspedon bernieri är en skalbaggsart som beskrevs av Soula 2002. Acraspedon bernieri ingår i släktet Acraspedon och familjen Rutelidae. Inga underarter finns listade i Catalogue of Life.